# Еврейская рота имени Нафтали Ботвина в интербригаде
Еврейская рота интербригад имени Нафтали Ботвина (исп. Unidad judía Botwin, пол. Kompania im. Naftalego Botwina) — рота из добровольцев-евреев в составе XIII интербригады имени Ярослава Домбровского, участвовавшая в Гражданской войне в Испании.

Знамя Еврейской роты интербригад имени Нафтали Ботвина

В 1936 г. за четыре месяца до начала Гражданской войны в Испании началось антибританское и антиеврейское восстание арабов в подмандатной Палестине. В связи с ним Палестинская коммунистическая партия оказалась в затруднительном положении — по указанию Коминтерна она должна была поддержать арабское восстание, пойдя на конфликт с сионистами. Но начавшаяся в Испании гражданская война позволила евреям-коммунистам Палестины найти себе применение в этой стране. Был также, по крайней мере, один некоммунистический доброволец-сионист из Палестины — Залман Зальцман, который затем написал мемуары.
Роту из евреев-добровольцев сформировал 12 декабря 1937 года Фарол Гузман, командир роты второго батальона Палафокс XIII интербригады имени Ярослава Домбровского. В неё вошли 152 человека из Палестины, Польши, Франции, Бельгии и Испании. В приказе говорилось: «Сегодня Еврейская рота имени Ботвина влилась в славную семью борцов с фашизмом, среди которых есть и поляки, и немцы, и белорусы, и испанцы, и представители многих других национальностей. Национальная принадлежность и политические взгляды наших бойцов не имеют значения — нас объединяет борьба с фашизмом. В борьбе за вашу и нашу свободу все антифашисты мира стоят плечом к плечу. Среди добровольцев бригады Домбровского еврейские бойцы уже отличились героизмом и готовностью принести себя в жертву нашему общему делу. В память о тех из них, кто пал на полях сражений, мы присваиваем второй роте батальона Палафокс имя Ботвина, молодого польского коммуниста, который отдал свою жизнь в борьбе с фашизмом. Его имя — символ борьбы еврейских народных масс, символ международной солидарности и братства народов».
В рядах роты имени Ботвина сражались не только евреи, но и итальянец, несколько поляков, грек, а также двое арабов — Эли Абдул Халак и Файзи Набулси.
30 декабря 1937 года появилась газета на идише под названием «Ботвин». В её передовице говорилось: «Не все еврейские бойцы вошли в эту роту, многие из них не захотели расставаться со своими товарищами других национальностей. Но все они понимают, что, сражаясь с фашизмом, дают бой антисемитизму». Было издано всего шесть номеров газеты.
Рота имени Ботвина просуществовала 9 месяцев, участвуя в боях. Но 21 сентября 1938 года в сражении у реки Эбро рота была разбита превосходящими силами войск Франко. Часть бойцов роты погибла в бою, других франкисты расстреляли после пленения, а 86 бойцов были отправлены в лагеря для военнопленных.
Погибшие еврейские добровольцы похоронены в общей могиле в Барселоне, а 9 человек — в Мадриде, где на кладбище есть памятник с надписью: «Еврейским добровольцам, погибшим во время Гражданской войны за свободу. Нашу и вашу».